# Teatro Nazas
Il Teatro Nazas è un teatro privato, ubicato nel centro storico della città di Torreón, nello stato di Coahuila nel nord del Messico è il più importante teatro della città, nonché il più importante di tutta la "Comarca Lagunera".

## Origine del nome
Il teatro nasce inizialmente come Cinema Nazas, prende il nome dal rio Nazas, fiume che scorre a nord della città e che dista 1.400 metri dal teatro.

## Storia
Il Teatro Nazas nasce come cinema popolare di Torreón, nella Comarca Lagunera, il 29 novembre 1952, con una sola sala con capienza di 2.200 persone. Dopo il periodo di successo dovuto alla così detta "Epoca de oro del Cine Mexicano", il cinema cominciò a perdere popolarità, con una notevole riduzione di spettatori, per chiudere a metà degli anni '80. Rimase abbandonato per diversi anni, fino a quando si decise di trasformarlo in un teatro. Il Governo dello Stato di Coahuila, guidato dall'allora governatore, Enrique Martínez y Martínez, chiese nel 2001 la costituzione del Consiglio di Amministrazione del Teatro AC Nazas, con l'obiettivo di convertire il vecchio cinema in un luogo dove tutte le arti trovassero posto. Con un investimento di 70 milioni di pesos messicani, di cui il 50% contribuito dal governo statale e il restante 50% dall'iniziativa privata e dalla società, attraverso il Consiglio di Amministrazione, viene inaugurato il 2 ottobre 2004 con la presentazione di "Cenerentola", del Ballet de Monte-Carlo, diretto da Jean Christophe Maillot. Con una nuova disposizione di 1.438 posti a sedere, una buca per l'orchestra, un ampio palco, camerini funzionali e confortevoli, la più moderna tecnologia in acustica e illuminazione, un atrio imponente, dove risplende il murale di Octavio Ríos, restaurato grazie all'impegno del Consiglio di Amministrazione con lo slogan “Adotta un'opera d'arte AC”.

## Obiettivi del teatro
Secondo quanto dichiarato dalla direzione e scritto nel sito web ufficiale, l'obiettivo del teatro è quello di:
| (ES): "Contribuir al desarrollo cultural y de entretenimiento de toda la sociedad a través de nuestra excelente infraestructura tecnológica y humana, presentando eventos de corte regional, nacional e internacional así como programas educativos. Brindar un servicio de calidad a nuestro público, clientes, proveedores e instituciones interesadas en nuestra labor". |
| (IT): Contribuire allo sviluppo culturale e di intrattenimento dell'intera società attraverso la nostra eccellente infrastruttura tecnologica e umana, presentando eventi regionali, nazionali e internazionali, nonché programmi educativi. Fornire un servizio di qualità al nostro pubblico, ai clienti, ai fornitori e alle istituzioni interessate al nostro lavoro.   |

## Descrizione
Il teatro presenta un ingresso con un tetto a forma di piramide rovesciata, una colonna triangolare sorregge il tutto e reca il nome del teatro su ogni lato, la facciata ha una copertura zincata che le garantisce una durata di vita di circa 40 anni. L'ingresso al teatro avviene tramite due porte a vetri, che permettono l'accesso al foyer che lo separa la sala, la quale ha una grandezza di 2.700m², con 1.438 posti a sedere, con la capacità di dimezzare i posti per gli eventi che lo richiedono, per un totale di 5.017m² di costruzione. Una delle sue caratteristiche più importanti è il murale che si trova ancora nel foyer del teatro, denominato "Riqueza Algodonera", dell'artista Octavio Ríos del 1952. Dispone inoltre di spazi attrezzati per persone in carrozzina e rampe di accesso. La meccanica teatrale è composta da aste contrappesate, che facilitano e velocizzano la discesa e il movimento dei sipari e delle scenografie. L'altezza del sipario è di 25 metri, è un sipario chiuso in stile italiano, francese e a ghigliottina. Il foyer del Teatro Nazas è utilizzato anche per mostre, presentazioni di libri ed eventi. Inoltre, è anche la sede dell'l'orchestra di stato, la "Camerata de Coahuila".